# Växjö DFF
El Växjö DFF es un club de fútbol femenino sueco con sede en Växjö, en la provincia de Kronoberg. Fue fundado en 2014 y actualmente juega en la Damallsvenskan, máxima categoría del fútbol femenino en Suecia. Juega como local en el Visma Arena, con una capacidad de 12.000 espectadores.

## Palmarés
- Elitettan (2.ª división)
  - Campeón: 2017[4][5]